# Copa UC Sub-17 de 2012
La Copa UC Sub-17 de 2012 fue la décima edición de la Copa UC Sub-17, torneo de fútbol juvenil organizado por el Club Deportivo Universidad Católica. Comenzó el 11 de enero y terminó el 15 de enero de 2012. Participaron ocho equipos en la modalidad Sub-17 y la sede principal del torneo es el Estadio San Carlos de Apoquindo, ubicado en Santiago, Chile.

## Equipos participantes
Participan siete equipos Sub-17: seis clubes y una selección nacional y la selección de Chile Sub-16.
| Equipo o selección         | País      |
| -------------------------- | --------- |
| Audax Italiano             | Chile     |
| Club Deportivo Guadalajara | México    |
| Rosario Central            | Argentina |
| Santiago Wanderers         | Chile     |
| Chile Sub-16               | Chile     |
| México Sub-17              | México    |
| Universidad Católica       | Chile     |
| Universidad de Chile       | Chile     |

## Resultados
Leyenda: Pts: Puntos; PJ: Partidos jugados; PG: Partidos ganados; PE: Partidos empatados; PP: Partidos perdidos; GF: Goles a favor; GC: Goles en contra; DIF: Diferencia de goles.

### Primera fase

#### Grupo A
| Equipo               | Pts | PJ | PG | PE | PP | GF | GC | DIFE |
| -------------------- | --- | -- | -- | -- | -- | -- | -- | ---- |
| Universidad Católica | 6   | 3  | 2  | 0  | 1  | 10 | 7  | 3    |
| Rosario Central      | 6   | 3  | 2  | 0  | 1  | 7  | 5  | 2    |
| Audax Italiano       | 6   | 3  | 2  | 0  | 1  | 6  | 8  | -2   |
| México               | 0   | 3  | 0  | 0  | 3  | 4  | 7  | -3   |

| 11 de enero de 2012 | Universidad Católica                                                              | 4:3 (2:1) | México                                    | Cancha 3 Complejo Raimundo Tupper Lyon, Santiago de Chile |                         |
|                     | Diego Rojas 25' · Guillermo Soto 28' · Gonzalo Mendiburo 58' · Fabián Manzano 64' | Reporte   | Alejandro Díaz 5' 44' · Ulises Jaimes 51' | Árbitro(s): Piero Massa                                   | Árbitro(s): Piero Massa |

| 11 de enero de 2012 | Audax Italiano    | 1:5 (0:2) | Rosario Central                                                                                        | Cancha 3 Complejo Raimundo Tupper Lyon, Santiago de Chile |                             |
|                     | Tomás Gamonal 37' | Reporte   | Augusto Seimandi 5' · Franco Cervi 31' · Ignacio López 48' · Alexis Foscardo 52' · Juan Ciarrocchi 68' | Árbitro(s): Pablo Fernández                               | Árbitro(s): Pablo Fernández |

| 12 de enero de 2012 | México            | 1:2 (1:0) | Audax Italiano                    | Estadio San Carlos de Apoquindo, Santiago de Chile |  |
|                     | Ulises Jaimes 14' | Reporte   | Ruben Carrera 44' · Jose Grez 66' |                                                    |  |

| 12 de enero de 2012 | Universidad Católica                                            | 4:1 (2:1) | Rosario Central    | Estadio San Carlos de Apoquindo, Santiago de Chile |  |
|                     | Fabián Manzano 34' 48' · Guillermo Soto 35+2' · Diego Rojas 58' | Reporte   | Franco Cervi 35+1' |                                                    |  |

| 13 de enero de 2012 | México | 0:1 (0:1) | Rosario Central  | Estadio San Carlos de Apoquindo, Santiago de Chile |  |
|                     |        | Reporte   | Ijiel Protti 11' |                                                    |  |

| 13 de enero de 2012 | Universidad Católica                     | 2:3 (2:1) | Audax Italiano                            | San Carlos de Apoquindo, Santiago de Chile |                            |
|                     | Guillermo Maripán 24' · Rafael Olave 35' | Reporte   | Jorge González 7' 59' · Víctor Ibarra 41' | Árbitro(s): Nicolás Gamboa                 | Árbitro(s): Nicolás Gamboa |

#### Grupo B
| Equipo                | Pts | PJ | PG | PE | PP | GF | GC | DIF |
| --------------------- | --- | -- | -- | -- | -- | -- | -- | --- |
| Chivas de Guadalajara | 7   | 3  | 2  | 1  | 0  | 5  | 2  | 3   |
| Universidad de Chile  | 3   | 3  | 0  | 3  | 0  | 2  | 2  | 0   |
| Santiago Wanderers    | 2   | 3  | 0  | 2  | 1  | 3  | 4  | -1  |
| Chile                 | 2   | 3  | 0  | 2  | 1  | 3  | 5  | -2  |

| 11 de enero de 2012 | Universidad de Chile | 0:0     | Chivas de Guadalajara | Cancha 1 Complejo Raimundo Tupper Lyon, Santiago de Chile |                            |
|                     |                      | Reporte |                       | Árbitro(s): Cristián Pavez                                | Árbitro(s): Cristián Pavez |

| 11 de enero de 2012 | Chile                 | 1:1 (0:0) | [[Selección de fútbol de Santiago Wanderers\|Santiago Wanderers]] | Cancha 1 Complejo Raimundo Tupper Lyon, Santiago de Chile |                         |
|                     | Eduardo Navarrete 52' | Reporte   | Gonzalo Candia 56'                                                | Árbitro(s): Héctor Aros                                   | Árbitro(s): Héctor Aros |

| 12 de enero de 2012 | Chile           | 1:3 (0:2) | [[Selección de fútbol de Chivas de Guadalajara\|Chivas de Guadalajara]] | Estadio San Carlos de Apoquindo, Santiago de Chile |  |
|                     | Kevin Medel 59' |           | Luis Ernesto Michel 7' · Daniel Rios 20' · Alexis López 65'             |                                                    |  |

| 12 de enero de 2012 | Universidad de Chile | 1:1 (0:0) | Santiago Wanderers | Estadio San Carlos de Apoquindo, Santiago de Chile |  |
|                     | Ángelo Henríquez 51' |           | Gonzalo Candia 55' |                                                    |  |

| 13 de enero de 2012 | Santiago Wanderers | 1:2 (0:2) | Chivas de Guadalajara             | Estadio San Carlos de Apoquindo, Santiago de Chile |  |
|                     | Juan José Paz 53'  | Reporte   | Daniel Rios 6' · Luis Márquez 20' |                                                    |  |

| 13 de enero de 2012 | Chile           | 1:1 (1:1) | [[Selección de fútbol de Universidad de Chile\|Universidad de Chile]] | Estadio San Carlos de Apoquindo, Santiago de Chile |  |
|                     | Kevin Medel 36' | Reporte   | Ángelo Henríquez 28'                                                  |                                                    |  |

### Segunda fase

#### 5-8 Lugar

##### Primera ronda
| 14 de enero de 2012, 10:30 | [[Selección de fútbol de Audax Italiano\|Audax Italiano]] | vs.     | Chile | Estadio San Carlos de Apoquindo, Santiago de Chile |  |
|                            |                                                           | Reporte |       |                                                    |  |

| 14 de enero de 2012, 12:00 | [[Selección de fútbol de Santiago Wanderers\|Santiago Wanderers]] | vs.     | México | Estadio San Carlos de Apoquindo, Santiago de Chile |  |
|                            |                                                                   | Reporte |        |                                                    |  |

##### Séptimo Lugar
| 15 de enero de 2012, 12:00 |  | vs.     |  | Estadio San Carlos de Apoquindo, Santiago de Chile |  |
|                            |  | Reporte |  |                                                    |  |

##### Quinto Lugar
| 15 de enero de 2012, 12:00 |  | vs.     |  | Estadio San Carlos de Apoquindo, Santiago de Chile |  |
|                            |  | Reporte |  |                                                    |  |

#### 1-4 Lugar
|  | Semifinales                    | Semifinales                    |   |                                | Final                          | Final |  |
|  |                                |                                |   |                                |                                |       |  |
|  |                                |                                |   |                                |                                |       |  |
|  | Santiago de Chile, 14 de enero |                                |   |                                |                                |       |  |
|  | Universidad Católica           | 1                              |   |                                |                                |       |  |
|  | Universidad de Chile           | 2                              |   |                                |                                |       |  |
|  |                                |                                |   |                                |                                |       |  |
|  |                                |                                |   |                                | Santiago de Chile, 15 de enero |       |  |
|  |                                |                                |   |                                | Universidad de Chile           | 0     |  |
|  |                                | Chivas                         | 1 |                                |                                |       |  |
|  |                                |                                |   |                                |                                |       |  |
|  |                                |                                |   |                                |                                |       |  |
|  |                                |                                |   |                                | Tercer lugar                   |       |  |
|  | Santiago de Chile, 14 de enero | Santiago de Chile, 14 de enero |   | Santiago de Chile, 15 de enero | Santiago de Chile, 15 de enero |       |  |
|  | Chivas                         | 2                              |   | Universidad Católica           | 1 (3)                          |       |  |
|  | Rosario Central                | 0                              |   |                                | Rosario Central                | 1 (4) |  |

##### Semifinal
| 14 de enero de 2012, 18:30 | Universidad Católica | 1:2 (0:1) | Universidad de Chile | Estadio San Carlos de Apoquindo, Santiago de Chile |  |
|                            |                      | Reporte   |                      |                                                    |  |

| 14 de enero de 2012, 17:00 | Chivas de Guadalajara | 2:0 (2:0) | Rosario Central | Estadio San Carlos de Apoquindo, Santiago de Chile |  |
|                            |                       | Reporte   |                 |                                                    |  |

##### Tercer Puesto
| 15 de enero de 2012, 12:00 | Universidad Católica | 1(3) vs.1(4)' | Rosario Central | Estadio San Carlos de Apoquindo, Santiago de Chile |  |
|                            |                      | Reporte       |                 |                                                    |  |

##### Final
| 15 de enero de 2012, 12:00 | Universidad de Chile | 0vs.1   | Chivas | Estadio San Carlos de Apoquindo, Santiago de Chile |  |
|                            |                      | Reporte |        |                                                    |  |

| Club Deportivo Guadalajara         |
| Campeón Club Deportivo Guadalajara |